# Sosem feledlek
A Sosem feledlek (Olvidarte jamás) a Venevision Internacional által készített, 118 részből álló telenovella 2005-ből. A telenovellát Miami-ban forgatták, a főszereplők Sonya Smith és Gabriel Porras. Magyarországon elsőként a Zone Romantica tűzte műsorára.

## Történet
20 évvel ezelőtt: Luisa Don Gregorio farmján dolgozott. Gregorio fia elcsábította, melynek következményeként terhes lett. Gonzalo feleségének ütlegei, valamint nagymamájának halála miatt gyermeke nem születhetett meg, elvetélt. Ebben az időben Don Gregorio három lánya közül az egyik lány szintén terhes lett, de az a kislányt nem tarthatta meg és Luisa-ra bízta. 
20 évvel később: Victoria (Luisa) visszatér Gregorio farmjára, hogy bosszút álljon az őt ért sérelmekért.

## Szereplők

### Főszereplők
| Színész                 | Szereplő                           | Megjegyzés | Magyar hang        |
| ----------------------- | ---------------------------------- | --- | ------------------ |
| Sonya Smith             | Luisa Dominguez / Victoria Salinas | Főhősnő. Gazdag birtokos, Carolina nevelőanyja | Zakariás Éva       |
| Gabriel Porras          | Diego Ibarra                       | Főhős. Gregorio szomszédja, Flora unokaöccse | Tóth Roland        |
| Mariana Torres          | Carolina                           | Victoria örökbefogadott lánya, Florencia lánya | Bogdányi Titanilla |
| Daniel Elbittar         | Alejandro Montero                  | Gladys fia | Szabó Máté         |
| Guillermo Murray        | Gregorio Montero                   | Gazdag földbirtokos. Gonzalo, Florencia, Constanza, Lucrecia és Miguel édesapja, kisemmizi a családját, Miguelt nem ismeri el fiaként, Gonzalót lenézi, Lucreciát bolondnak tartja, Victoriát gyűlöli | Balázsi Gyula      |
| Sebastián Ligarde       | Gonzalo Montero                    | Gregorio fia, Gladys férje, szerelmes Victoriába, gonosz ember, megölte Diego féltestvérét és Amalia anyukáját                                                                                        | Haagen Imre        |
| Karen Sentíes           | Gladys Montero                     | Gonzalo felesége, Alejandro édesanyja, szerelmes Gonzalóba de ő utálja, megöli don Gregoriót | Balázs Ágnes       |
| Maite Embil             | Florencia Montero                  | Gregorio lánya, Martín felesége, Carolina édesanyja | Solecki Janka      |
| Fernando Carrera        | Martín de la Nuéz                  | Festő, Florencia férje, Patricio édesapja, Macario fejbelövi | Jakab Csaba        |
| Paulo César Quevedo     | Patricio de la Nuéz                | Martín fia, gonosz | Tarján Péter       |
| Brenda Bezares          | Constanza Montero                  | Gregorio lánya, Gerardo és Bianca édesanyja | Peller Anna        |
| Félix Loreto            | Rubén Terán                        | Constanza férje, Gerardo és Bianca édesapja, veri a feleségét | Mihályi Győző      |
| Javier Armenteros       | Gerardo                            | Constanza és Rubén fia | Előd Álmos         |
| Taniusha Capote         | Bianca                             | Constanza és Rubén lánya | Czirják Csilla     |
| Martha Julia López      | Lucrecia Montero                   | Gregorio lánya, szerelmes Diegoba. Gonosz, később őrült. | Orosz Anna         |
| Rodrigo Vidal           | Miguel                             | Gregorio fia | Tokaji Csaba       |
| Héctor Soberón          | Renato Tuluz                       | Alejandro édesapja, gonosz ember, Gladys, Christa, Isabella és Martina szeretője. Megöli Isabellát | Rosta Sándor       |
| Carmen Daysi Rodríguez  | Crista                             | Renato szeretője | Sági Tímea         |
| Elizabeth Gutierrez     | Isabella                           | Alejandro menyasszonya | Solecki Janka      |
| Adela Romero            | Martina                            | Cseléd Gregorio birtokán | Oláh Orsolya       |
| Carla Rodríguez         | Amalia                             | Macario barátnője | Csampisz Ildikó    |
| Carlos Miguel Caballero | Macario                            | Gregorio birtokának vezetője, gonosz férfi, megölte Martínt, szövetkezett Patricioval és Miguellel, később Gonzalóval                                                                                 | Vári Attila        |
| Gloria Zapata           | Flora Ibarra                       | Diego nagynénje | Molnár Zsuzsa      |
| Hilda Luna              | Rocío                              | Cseléd Gregorio birtokán | Szórádi Erika      |
| Yaskin Santalucía       | Claudio                            | Diego barátja | Előd Botond        |
| Julio Capote            | Salvador "Chema"                   | Gregorio és Lencha barátja |                    |
| Marisela Buitriago      | María                              | Szakácsnő Diego házában | Orosz Helga        |
| Roberto Levermann       | Edelmiro                           | Diego barátja | Dányi Krisztián    |
| William Levy            | Germán Torres                      | Diego barátja | Posta Victor       |

### Mellékszereplők
| Szereplő              | Szerep                     | Megjegyzés       |
| --------------------- | -------------------------- | ---------------- |
| Eduardo Linares       | Vicente                    |                  |
| Candice Michelle      | Layla                      |                  |
| Angel Nodal           |                            |                  |
| Andhy Mendez          |                            |                  |
| Ariel Texido          |                            | Rendőr           |
| Brigitte Kali Canales |                            |                  |
| Carlos Guerrero       | Manuel                     | Börtönőr         |
| Enrique Arredondo     |                            |                  |
| Ernesto Molina        |                            | Börtönőr         |
| Ernesto Rivas         | Valentín                   | Rendőr           |
| Fidel Pérez Michel    | Marcos                     | Rendőr           |
| Freddy Viquez         |                            | Lucrecia bartája |
| Gabriel Morales       | (fiatal) Alejandro Montero | Gladys fia       |
| Guadalupe Hernández   |                            | Rab a börtönben  |
| Hada Bejar            | Lencha Domínguez           | Luisa nagymamája |
| Johnny Nessy          |                            |                  |
| Juan Cepero           |                            | Orvos            |
| Juan Troya            | Ocampo                     | Ügyvéd           |
| Konstantino Vrotsos   | (fiatal) Miguel            | Gregorio fia     |
| Miguel Gutiérrez      | Ramón                      | Orvos            |
| Pablo Montero         |                            | Énekes           |
| Pedro Telemaco        |                            | Rendőr           |
| Vicente Passariello   |                            | Renato testőre   |
| Víctor Corona         | Santos                     |                  |
| Virginia Loreto       |                            |                  |
| William Colmenares    | El Verdugo                 | Rab a börtönben  |

## Érdekességek
- Ez az első telenovella a négy közül, amelyben Sonya Smith lányát Mariana Torres játssza. A Sosem feledlek után a következett a Sarokba szorítva, a Pecados Ajenos és a Vuélveme a querer.